# Sheikh Jackson
Sheikh Jackson (àrab: شيخ جاكسون, Xayẖ Jāksūn) és una pel·lícula dramàtica egípcia de 2017 dirigida per Amr Salama. Es va projectar a la secció Presentacions especials del Festival Internacional de Cinema de Toronto del 2017. Va ser seleccionada com a entrada egípcia com a Millor pel·lícula en llengua estrangera als Premis Oscar de 2017, però no va ser nominada.

## Argument
Un clergue islàmic a qui li agrada vestir-se de Michael Jackson queda enfonsat arran de la mort del cantant.

## Repartiment
- Ahmed El-Fishawy
- Maged El Kedwany
- Ahmed Malek
- Basma
- Dorra
- Yasmin Raeis
- Salma Abu Deif

## Controvèrsia
El desembre de 2017, a Egipte, la pel·lícula va ser derivada a la Universitat d'Al-Azhar per investigar una acusació de blasfèmia, tot i haver estat autoritzada pel comitè de censura d'Egipte. Quan el crític de cinema Tarek El-Shenawy va defensar la pel·lícula, molts lectors de Facebook van respondre amb insults enutjats contra ell i la pel·lícula.